# 布兰福德学院
41°18′35″N 72°55′47″W / 41.3098°N 72.9298°W

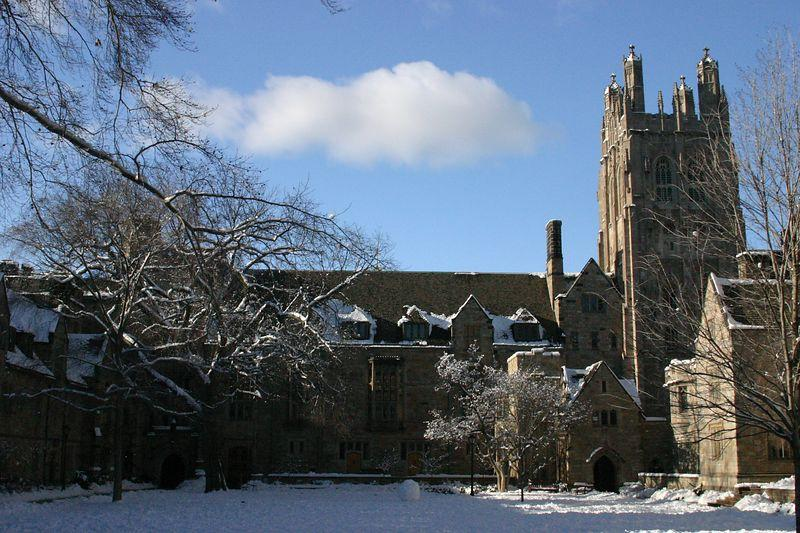

布兰福德学院（Branford College）是耶鲁大学的12个住宿学院之一，位于纽黑文高街74号。1933年，纪念方庭（建于1917年至1921年）分为两部分：塞布鲁克学院和布兰福德学院。罗伯特·佛洛斯特称之为耶鲁大学“最古老，最美丽的”住宿学院，虽然它与塞布鲁克学院同时成立，共用同一栋大楼。
布兰福德学院得名于康涅狄格州的一个同名市镇，耶鲁大学曾短期设此。世界上最高的独立式石建筑之一哈克尼斯塔，构成布兰福德学院庭院的一角。弗兰克·劳埃德·赖特曾说，如果他可以住在美国任何地方，他会选择哈克尼斯塔，这样他就不用看它。 布兰福德人曾被称为“Towermen”，暗指哈克尼斯是布兰福德的一部分的事实。由于布兰福德的庭院有很多松鼠，学院以松鼠作为吉祥物。